# René Henriksen
René Henriksen (Glostrup, 27 de agosto de 1969) é um ex-futebolista profissional dinamarquês, que atuava como líbero.

## Carreira

### Akademisk Boldklub
René Henriksen se profissionalizou no Akademisk Boldklub, atuando de 1988 a 1999, até se transferir ao poderoso Panathinaikos.

### Panathinaikos
No Panathinaikos, foi contratado após um acordo de transferência alegadamente no valor de 20 milhões de coroas dinamarquesas. Chegando no clube no verão europeu de 1999, foi se tornando peça vital à equipe alviverde. Em 2001 ganhou a companhia do conterrâneo Jan Michaelsen, na equipe ateniense. 
Henriksen foi se consolidando como um dos grandes zagueiros da época com grandes atuações na UEFA Champions League, e na Seleção Dinamarquesa. Na temporada 2003-2004, foi a temporada de ouro na Grécia, no ano conquistou a SuperLiga e Copa da Grécia, duas competições que o clube perseguia, e quebrou uma sequencia de sete títulos do Olympiakos. Após a vitoriosa temporada do doblete, ele atuou até 2015 na equipe ateniense, em vistas já de se aposentar na sua equipe de formação.

### Regresso ao Akademisk Boldklub
Na sua volta a equipe no verão de 2005, ele atuou na segunda divisão dinamarquesa, ajudando a evitar o rebaixamento do Akademisk Boldklub. e se retirou do futebol profissional no verão de 2006.

## Seleção
Henriksen integrou a Seleção Dinamarquesa de Futebol na Copa do Mundo de 1998, na França e na Eurocopa de 2000.

## Títulos
Akademisk Boldklub
- Copa da Dinamarca : 1999

Panathinaikos
- Campeonato Grego de Futebol: 2004
- Copa da Grécia : 2004

### Individual
- Jogador Dinamarquês do Ano : 2000